# فیلی
فیلی ( یونانی: Φυλή   ،تلفظ [fiˈli] ) که پیشتر با نام چاسیا ( Χασιά ) شناخته شده بود، یک شهر شامل یک شهرداری در شمال غربی آتیک ، در کشور یونان است. در گوشه شمال شرقی واحد منطقه‌ای آتیک غربی قرار دارد. این منطقه در حومه آتن قرار دارد. مقر شهرداری آن، شهر آنو لیوسیا است.  همچنین این شهر در محدوده شهر-قلعه باستانی آتن فیله قرار دارد. 
در جریان اصلاحات دولت محلی در یونان در سال ۲۰۱۱، شهرداری فیلی با ادغام ۳ شهرداری سابق زیر تشکیل شد. آن‌ها به واحدهای شهرداری تبدیل شدند:
- آنو لیوسیا
- فیلی
- زفیری

مساحت کل شهرداری ۱۰۹٫۱۲۸ کیلومترمربع و مساحت  واحد شهرداری ۶۹٫۲۸۱ کیلومتر مربع است. 

## تاریخ
گروهی از تبعیدیان آتن به رهبری تراسیبولوس، فیل را در نبرد فیل در سال ۴۰۴ پیش از میلاد تصرف کردند. آنها در نبرد مونیخیا در نزدیکی پیره پادگان اسپارتان را شکست دادند.
نام قرون وسطایی Chasia برای نخستین بار در سال ۱۲۰۹ به عنوان casale Cassas به عنوان دارایی اسقف اعظم لاتین آتن تایید شد. این شهر در سیاحتنامه اولیا چلبی که در سال ۱۶۶۸ از آن بازدید کرد، به نام هاشا ذکر شده است.  وی به روستای اروانیت با ۱۰۰ خانه اشاره‌می کند و می‌نویسد که ۵۰ خانه روستا به دلیل اینکه وظیفه حفاظت از گردنه کوهستانی را بر عهده دارند از مالیات معاف هستند. 
این روستا در طول تاریخ محل سکونت آروانی‌ها نیز بوده است. 
آتش‌سوزی‌های جنگلی در سال ۲۰۰۷ و ۲۰۲۳ باعث آسیب به فیلی شد.

## جغرافیا
فیلی در دامنه جنوبی کوه‌های پرنیتا و شمال‌شرقی دشت الوسیس واقع شده است. این شهر در ۴ کیلومتری شمال شرقی آنو لیوسیا ، ۸ کیلومتری شمال شرقی آسپروپیرگوس و ۱۴ کیلومتری شمال‌غربی مرکز شهر آتن، پایتخت یونان قرار دارد. همچنین بزرگراه ۶ از جنوب این شهر می‌گذرد.

## جمعیت
| سال  | واحد شهرداری | شهرداری |
| ---- | ------------ | ------- |
| ۱۹۸۱ | ۲٬۱۳۵        | -       |
| ۱۹۹۱ | ۲۹۲۵         | -       |
| ۲۰۰۱ | ۲٬۹۴۷        | -       |
| ۲۰۱۱ | ۲٬۹۴۶        | ۴۵۹۶۵   |
| ۲۰۲۱ | ۳٬۲۰۹        | ۴۸٬۱۵۷  |